# 小行星2989
小行星2989（2989 Imago）是一颗围绕太阳公转的小行星。1976年10月22日，保羅·維爾特在齐美尔瓦尔德发现了此天体。
該小行星以「形象」的拉丁語命名。
这颗小行星的绝对星等为247.06814等。